# Прапор Кальмарської унії

Прапор за описом Еріка Померанського

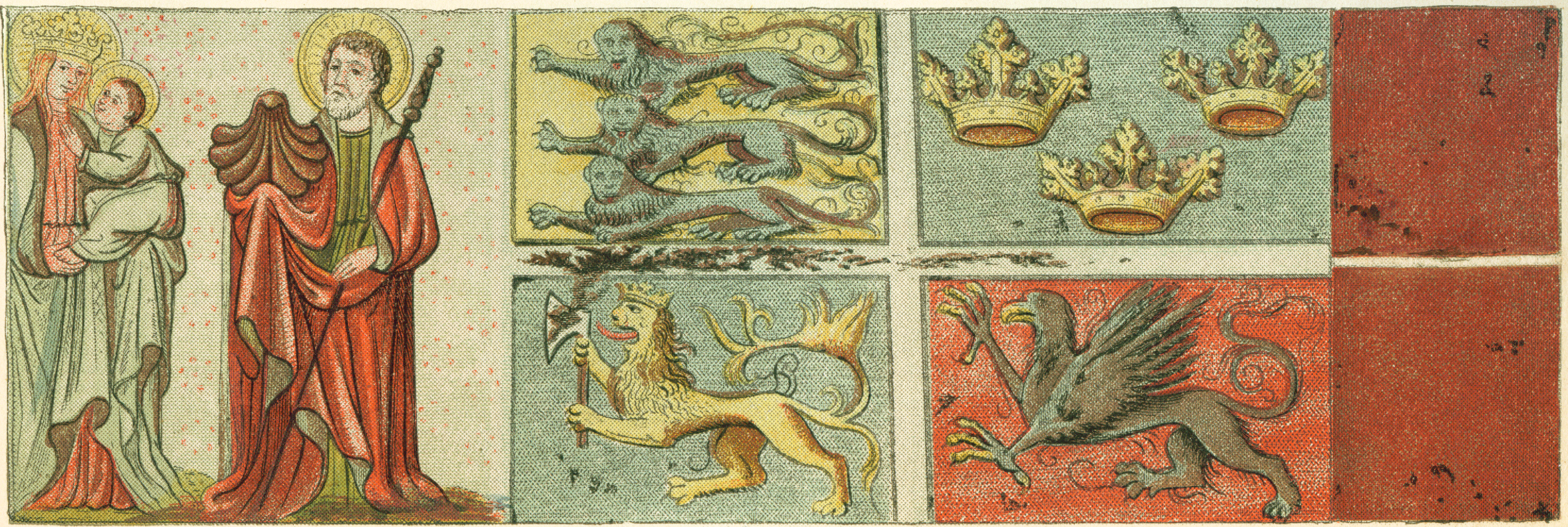
Малюнок військово-морського прапора, захопленого з датського корабля під час морської битви в Ересунді Ганзейським союзом у 1427 році, на якому зображені герби Данії, Швеції, Норвегії та Померанії.

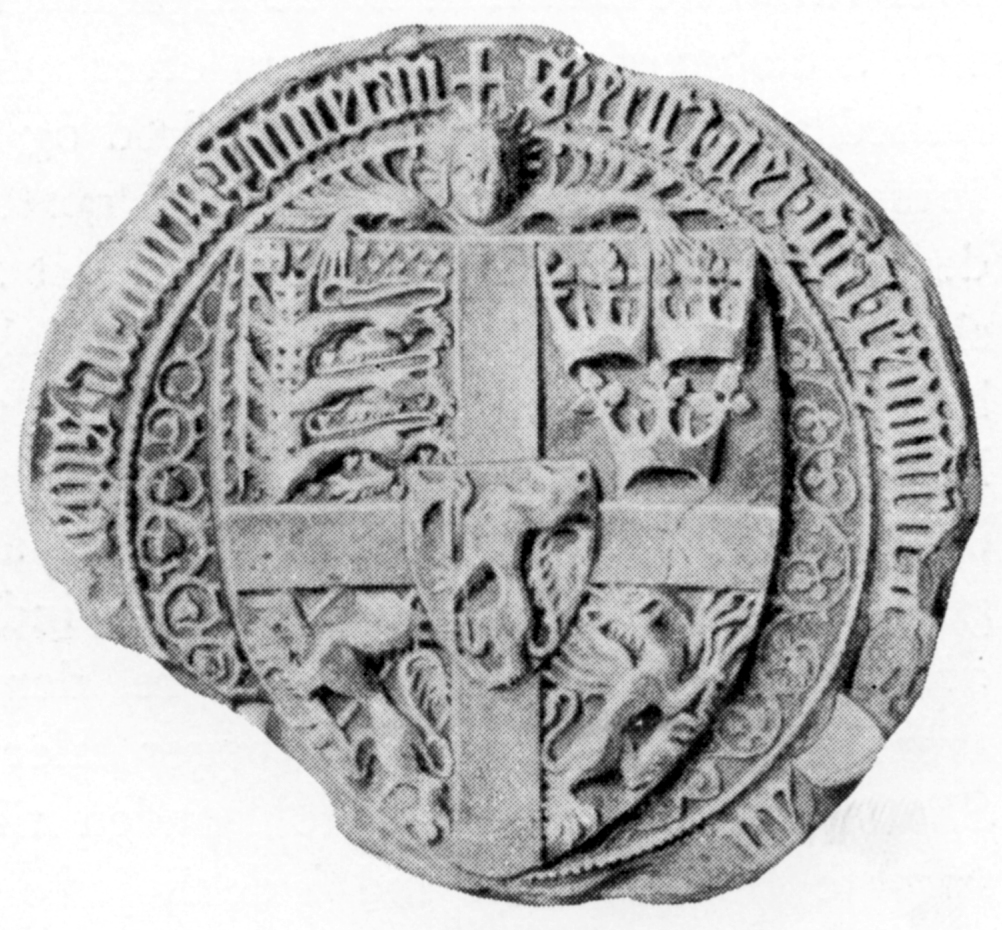
Королівська печатка Еріка Померанського (1398)

Кальмарська унія — персональна унія королівств Данії, Норвегії та Швеції протягом 15 століття. Першим королем Кальмарської унії був Ерік Померанський. Його печатка поєднувала герби Норвегії (у центрі, у вигляді нагрудного знака на хресті над усім), Данії (у правій голові), Швеції (фолькунгський лев, у правій основі) та Померанії (грифон, у центрі хреста), а також символ трьох корон у голові; останній геральдичний малюнок з'явився ще до Кальмарської унії, і зараз він переважно асоціюється з гербом Швеції, але який у 15 столітті став представляти три королівства унії.
У двох листах, датованих 1430 роком, Ерік Померанський наказує священникам Вадстени та Кальмара носити на своїх мантіях «прапор королівств». Прапор описується як «червоний хрест у жовтому полі».